# Chromidotilapia schoutedeni
Chromidotilapia schoutedeni är en fiskart som först beskrevs av Max Poll och Thys van den Audenaerde, 1967.  Chromidotilapia schoutedeni ingår i släktet Chromidotilapia och familjen Cichlidae. IUCN kategoriserar arten globalt som livskraftig. Inga underarter finns listade i Catalogue of Life.